# Jonay Hernández
Jonay Miguel Santos Hernández (ur. 15 lutego 1979 w Maracay) – wenezuelski piłkarz występujący na pozycji obrońcy. Zawodnik klubu CD Tenerife. Posiada także obywatelstwo hiszpańskie. Brat Daniego Hernándeza, także piłkarza.

## Kariera klubowa
Hernández karierę rozpoczynał w 1998 roku w hiszpańskim zespole Universidad Las Palmas z Segunda División B. W 1999 roku przeszedł do 
Realu Madryt Castilla, także grającym w tej lidze. Sezon 2000/2001 spędził na wypożyczeniu w CD Ourense. W 2002 roku podpisał kontrakt ze szkockim Dundee F.C. W Scottish Premier League zadebiutował 3 sierpnia 2002 roku w zremisowanym 1:1 pojedynku z Hearts. Przez 2,5 roku w barwach Dundee rozegrał 74 spotkania i zdobył 2 bramki.
Na początku 2005 roku Hernández wrócił do Hiszpanii, gdzie został graczem klubu Córdoba CF z Segunda División. Spędził tam pół roku. Następnie grał w innym drugoligowcu, Ciudad de Murcia, a także trzecioligowych zespołach Zamora CF, Racing de Ferrol, Pontevedra CF, UD Melilla, CD Leganés oraz CD Tenerife, do którego trafił w 2011 roku.

## Kariera reprezentacyjna
W reprezentacji Wenezueli Hernández zadebiutował w 2003 roku. W 2004 roku został powołany do kadry na Copa América. Zagrał na nim w meczach z Kolumbią (0:1), Peru (1:3) oraz Boliwią (1:1,). Wenezuela zaś zakończyła tamten turniej na fazie grupowej.
W latach 2003–2008 w drużynie narodowej Hernández rozegrał łącznie 29 spotkań.